# Semidalis byersi
Semidalis byersi är en insektsart som beskrevs av Meinander 1972. Semidalis byersi ingår i släktet Semidalis och familjen vaxsländor. Inga underarter finns listade i Catalogue of Life.